# Ватанабэ, Яносукэ
Яносукэ Ватанабэ (яп. 渡邊 彌之助 Ватанабэ Яносукэ, неизвестно, Япония — неизвестно) — японский футболист, игравший на позиции вратаря. Выступал за команду Университета Кансэй Гакуин и национальную сборную Японии.

## Карьера
Яносукэ Ватанабэ играл за футбольную команду Университета Кансэй Гакуин из города Нисиномия. В 1925 году он попал в состав сборной страны на Дальневосточные игры-чемпионат. Дебютировал 14 мая в матче против сборной Филиппин, выйдя в стартовом составе. Встреча завершилась крупным поражением его команды со счётом 0:4. Во втором матче на турнире японцы уступили команде Китайской Республики.

## Статистика за сборную
| Сборная Японии | Сборная Японии | Сборная Японии |
| Год            | Матчи          | Голы           |
| -------------- | -------------- | -------------- |
| 1925           | 2              | 0              |
| Итого          | 2              | 0              |